# Tipula pythia
Tipula pythia är en tvåvingeart som beskrevs av Günther Theischinger 1979. Tipula pythia ingår i släktet Tipula och familjen storharkrankar. Inga underarter finns listade i Catalogue of Life.